# Verfolgung der Kopten
In Staaten, in denen Kopten leben, kommt es in den letzten Jahren zu einer zunehmenden religiösen Diskriminierung und Verfolgung durch die islamischen Regime. Darunter ist vor allem Ägypten, wo ägyptische Christen, meist orientalisch-orthodox, nur noch 10 Prozent der Gesamtbevölkerung ausmachen. Damit bildet sie die größte religiöse Minderheit in dem Land. Aber auch etwa in Libyen werden koptische Christen diskriminiert.
Während die Kopten in ihrer gesamten Geschichte hindurch verschiedene Grade an Verfolgung erlebt hatten, verurteilen heute Menschenrechtsorganisationen die „wachsende religiöse Intoleranz“ und sektiererische Gewalt gegen koptische Christen in den letzten Jahren sowie ein Versagen der ägyptischen und libyschen Regierung, sachgemäß zu ermitteln und die Verantwortlichen strafrechtlich zu belangen.

## Verfolgungsgeschichte

### Arabisch-muslimische Eroberung
Die moslemische Eroberung Ägyptens fand 640 nach Christus statt, bis dahin war Ägypten koptisch-christlich. Trotz des politischen Aufruhrs verblieb Ägypten ein überwiegend christliches Land, obwohl die durch Diskriminierung bedingten schrittweisen Konversionen zum Islam über die Jahrhunderte Ägypten von einem hauptsächlich christlichen zu einem hauptsächlich moslemischen Land wandelten; am Ende des 12. Jahrhunderts bildeten die Muslime erstmals die Mehrheit.
Dieser Prozess wurde durch die Christenverfolgungen während und nach der Herrschaft des fatimidischen Kalifen al-Hakim bi-amri llāh (reg. von 996–1021) zusammen mit den Kreuzzügen beschleunigt, aber auch durch die Annahme des Arabischen als Liturgiesprache in der Zeit des Patriarchen von Alexandrien, Papst Gabriel ibn-Turaik.

### Diskriminierung seit den 1970er Jahren
Das letzte Viertel des 20. und das erste Jahrzehnt des 21. Jahrhunderts waren von einer Verschlechterung der Beziehungen zwischen Muslimen und der koptischen Minderheit Ägyptens geprägt. Dies zeigt sich einerseits durch tägliche Interaktionen wie die Beleidigung von koptischen Priestern durch moslemische Kinder, aber auch durch schwerwiegendere Ereignisse wie Angriffe auf koptische Kirchen, Klöster, Dörfer, Häuser und Geschäfte, vor allem in Oberägypten während der 1980er und 1990er Jahre; diese Zeit ist als Phase der Islamischen Wiedergeburt bekannt. Von 1992 bis 1998 töteten Islamisten in Ägypten mindestens 127 Kopten.
Ende der 1990er Jahre wurden im Governorat Minya, einem „antiken Zentrum des koptischen Glaubens“, fünf historische Kirchen, zwei Wohltätigkeitsorganisationen und 38 von Christen betriebene Geschäfte niedergebrannt. Die Zerstörungen wurden durchgeführt von „Banden junger Muslime, die Eisenstangen sowie Molotowcocktails schwingen und `Allah ist Groß!` rufen.“ Der Polizei wurde vorgeworfen, sich den Angreifern in mehreren Fällen angeschlossen zu haben. In Südägypten gab es Spannungen, als Terroristen in Klöster eindrangen und Mönche bedrohten, entführten und folterten, etwa bei den Angriffen auf Mönche des Klosters des Heiligen Fana 2008.
Die als „Einsammlung“ von „Steuern“ bezeichneten Raubzüge und Erpressungen gegen Kopten rührt von dem Glauben der Islamisten her, dass die traditionelle Dschisja-Kopfsteuer der Nichtmuslime wieder eingeführt werden müsste. Der Oberste Führer der Muslimbrüder, Mustafa Maschhur, drückte diesen Willen 1997 in einem Interview aus. Er konstatierte auch: “Wir sind dagegen, christliche Abgeordnete in der Volksversammlung zu haben ... die Top-Beamten, vor allem in der Armee, müssen Muslime sein, da wir ein moslemisches Land sind.” Christen könne nicht anvertraut werden, für Ägypten gegen christliche Ausländer zu kämpfen. Derartige Aussagen der Moslembruderschaft und des Präsidenten Anwar Sadat brachten die Nichtmuslime, namentlich die Kopten, in Missgunst. 1981 setzte Sadat den koptischen Papst Schenuda III. ab, da er ihn des Schürens „interkonfessionellen Unfriedens“ beschuldigte. Sadat suchte sich danach fünf koptische Bischöfe aus und bat sie, einen neuen Papst zu wählen. Sie lehnten ab, und erst 1985 setzte Präsident Hosny Mubarak Papst Schenuda III. wieder ein.

#### 2007
Im Februar 2007 nahm die ägyptische Polizei in Armant zwei koptisch-orthodoxe Familien fest, nachdem diese zur Polizeistation gekommen waren, um Brandanschläge auf ihre Häuser anzuzeigen; die Internationale Gesellschaft für Menschenrechte (IGFM) gibt an, dass die Kopten von der Polizei gezwungen wurden, ein Protokoll zu unterzeichnen, wonach sie ihre Häuser selbst angezündet hätten, um die Tat den Muslimen anzulasten und Polizeischutz anzufordern.

#### 2010
Im Mai 2010 kam es in Ägypten zu einer Welle von Überfällen von Muslimen auf Kopten, was viele Christen dazu zwang, aus ihren eigenen Häusern zu fliehen. Trotz der verzweifelten Hilferufe traf die Polizei erst ein, nachdem die Gewalt vorbei war. Die Polizei nötigte die Kopten sogar dazu, sich mit ihren Angreifern zu „versöhnen“, um die Verfolgung zu vermeiden, während kein einziger Moslem für irgendeinen Angriff verurteilt wurde.
Bei einem Bombenanschlag auf eine koptische Kirche in Alexandria wurden am Neujahrstag 2011 mindestens 21 Menschen getötet. Der damalige Präsident Ägyptens Hosni Mubarak verurteilte den Anschlag. Im ägyptischen Staatsfernsehen machte der Gouverneur von Alexandria, Adel Labib, die islamistische Terrororganisation al-Qaida für den Anschlag verantwortlich. Am 5. März 2011 berichtete al-Arabiya, dass im Hauptquartier des Geheimdienstes in Alexandria offizielle Dokumente gefunden worden seien, die Pläne für einen Angriff auf koptische Kirchen bestätigen. Der ägyptische Rechtsanwalt und Direktor des al-Kalema Center for Human Rights (ACHR) Mamdouh Nakhla hatte bereits zwei Tage nach dem Anschlag die Vermutung geäußert, dass es bei diesem Anschlag möglicherweise Komplizen im Innenministerium gegeben habe.

### Neuere Beispiele für Diskriminierung und Gewalt gegen Kopten (chronologische Auswahl)

#### 2011
Nach der Revolution in Ägypten 2011 nahm die Besorgnis innerhalb der koptischen Bevölkerung hinsichtlich möglicher Übergriffe zu. Während des Sturzes von Husni Mubarak wurde von einer Zunahme der sektiererischen Gewalt berichtet – mit 24 Toten, 200 Verwundeten und drei niedergebrannten historischen Kirchen.
Am 23. Februar 2011 griffen Soldaten der ägyptischen Armee das in der Sketischen Wüste gelegene Anba-Bischoy-Kloster mit Maschinenpistolen an. Bei dem Vorfall soll ein Mönch erschossen und ein weiterer entführt worden sein. Insgesamt 19 andere Mitarbeiter des Klosters wurden erheblich verletzt. Gemäß einer Stellungnahme des ägyptischen Militärrats haben die Soldaten „ein paar Mauern entfernt“, die auf der Straße und auf Land gebaut worden waren, das dem Staat gehört. Nach Angaben Bischof Anba Damians hatte die Armee die Mönche in den Wochen davor aufgefordert, eine Schutzmauer um das Kloster zu bauen, weil die Sicherheitskräfte abgezogen und Tausende Gefangene aus den dortigen Gefängnissen freigelassen worden waren.
Am 9. Oktober 2011 sind bei einer Demonstration von koptischen Christen in Kairo mindestens 24 Menschen ums Leben gekommen. Es waren die schwersten Ausschreitungen in Ägypten seit dem Sturz von Ex-Präsident Mubarak. Die Kopten hatten zunächst friedlich dagegen protestiert, dass militante Moslems in der Provinz Assuan eine Kirche niedergebrannt hatten. Nach Augenzeugenberichten fuhr die Armee mit Panzern mitten in die Menge und überrollte mehrere Demonstranten.

#### 2013
Bei der Präsidentschaftswahl in Ägypten 2012 wurde der Kandidat der Muslimbrüder Mohammed Mursi gewählt. Er und die islamistische Muslimbruderschaft setzten Ende 2012 eine neue Verfassung durch.
Ab Januar 2013 nahmen Protestbewegungen gegen die neue Regierung deutlich zu. Ende Juni kam es zu riesigen Massenprotesten. Im April 2013 wurde erstmals die Sankt-Markus-Kathedrale, der Sitz des koptischen Papstes, angegriffen. Die Sicherheitskräfte ließen die Randalierer gewähren und griffen erst nach einer Stunde ein. Die Muslimbruderschaft erklärte, die Christen hätten sich die Angriffe selbst zuzuschreiben, weil sie sich gegen die Muslimbrüder gestellt hätten. Daher dürften sich die Christen nicht über die Wut der Islamisten wundern.
Am 1. Juli 2013 stellte die Armee ein Ultimatum und zwei Tage später nahm sie Mursi fest. Die islamistischen Anhänger Mursis richteten Protestcamps ein. Seit der gewaltsamen Räumung der Protestcamps der Muslimbrüder in Kairo sahen sich die Christen in ganz Ägypten islamistischen Gewaltakten ausgesetzt. Innerhalb von fünf Tagen wurden durch die Anhänger des gestürzten Präsidenten Mursi 63 Kirchen angezündet und zuvor geplündert. Fünf katholische Schulen in Minia, Suez und Assiut brannten zum Teil bis auf die Grundmauern ab. In den Städten Suez und Assiut wurden zwei Klöster zerstört, in Minia ein der Kirche zugehöriges Waisenhaus schwer beschädigt. In Kairo wurde auch der Konvent der Franziskanerinnen attackiert. In Alexandria lynchte ein wütender Mob auf offener Straße einen koptischen Taxifahrer, der aus Versehen in eine Pro-Mursi-Demonstration hineingeraten war. In Kairo wurden 58 Wohnhäuser, 85 Geschäfte und 16 Apotheken geplündert sowie in Luxor drei Hotels angezündet, die Kopten gehören.
Nach der gewaltsamen Räumung der Protestlager der Mursi-Anhänger am 14. August 2013 attackierten Unterstützer der Muslimbrüder mehr als ein Dutzend koptische Kirchen. In der Provinz Minia wurde ein Kloster vollständig zerstört und geplündert. Mehrere Nil-Ausflugsschiffe von Kopten sowie Geschäfte und Apotheken wurden verwüstet, drei Kirchen in Brand gesetzt.

#### 2015
Am 2. Februar 2015 enthaupteten Kämpfer der Terrororganisation „Islamischer Staat“ (IS) 21 koptischen Christen an einem Strand im Westen der libyschen Stadt Sirte. Bei den Opfern handelte es sich um Gastarbeiter in Libyen, von denen zwanzig ägyptische Kopten, dreizehn davon aus El-Or im Gouvernement al-Minya, und einer ein Christ aus Ghana war. Sie wurden bei zwei Angriffen der Gruppe Ansar al-Scharia, die sich im Oktober 2014 dem IS angeschlossen hat, im Dezember 2014 und Januar 2015 entführt. Der koptische Patriarch Tawadros II. sprach die Männer bereits eine Woche nach ihrer Ermordung heilig und erkannte sie als Märtyrer an.

#### 2016
Bei einem Anschlag in der Kirche St. Peter und Paul (Kairo) am 11. Dezember 2016 wurden während der Sonntagsmesse wiederum koptische Christen zum Opfer eines Sprengstoffattentäters. Mindestens 24 Menschen wurden getötet und 35 Personen verletzt.

#### 2017
Am Palmsonntag 2017 gab es mindestens zwei Mordanschläge: Bei einem Bombenanschlag auf die St.-Georgs-Kirche in der Stadt Tanta nördlich von Kairo starben 26 Personen, mehr als 70 wurden verletzt. Bei einer zweiten Explosion in der St.-Markus-Kathedrale in Alexandria kamen laut aktuellen Angaben elf Menschen ums Leben, über 30 wurden verletzt.
Am 26. Mai 2017 griffen Dschihadisten bei al-'Idwa nordwestlich von Maghagha einen Bus mit koptischen Pilgern auf der Fahrt zum Kloster des Heiligen Samuel an. Dabei wurden 28 Menschen getötet, unter ihnen Kinder.
Ein weiterer Terroranschlag ereignete sich am 29. Dezember 2017 auf die koptische Kirche Mar Mina in Helwan rund 25 Kilometer südlich von Kairo mit 9 Toten und 5 Verletzten. Der Attentäter hatte bereits am Morgen zwei Menschen erschossen.

#### 2018
Am 2. November 2018 kam es zu einem erneuten Terroranschlag des Islamischer Staat auf einen Bus mit koptischen Christen, die sich auf dem Weg zum Kloster des hl. Samuel des Bekenners befanden. Hierbei wurden mindestens sieben Menschen getötet und 14 Pilger zum Teil schwer verletzt.

## Rechtliche Diskriminierung
In Ägypten erlaubt die Regierung offiziell keine Konversionen vom Islam zu einer anderen Religion; kein Mensch kann demnach zum koptisch-orthodoxen Christentum übertreten. Auch bestimmte Mischehen sind nicht erlaubt, was Heiraten zwischen Konvertiten zum Christentum einerseits und in den christlichen Gemeinden Geborenen andererseits verhindert; auch führt es dazu, dass die Kinder von christlichen Konvertiten als Muslime klassifiziert werden und eine moslemische Erziehung erhalten.
Die Regierung verlangt auch staatliche Genehmigungen für die Reparatur und Sanierung von Kirchen oder die Errichtung neuer, welche in der Regel vorenthalten werden. Ausländische Missionare werden in das Land nicht eingelassen, außer, wenn sie von ihren Tätigkeiten für soziale Wohltätigkeit einschränken und vom Proselytismus absehen.
2010 schrieb der israelisch-arabische Journalist Khaled Abu Toameh einen Artikel für das Hudson-Institut mit dem Titel “What About The Arab Apartheid?”, in dem er Kritik übte an der Behandlung der Christen in Ägypten und dem Versagen der ägyptischen Behörden, die Täter von Verbrechen gegen die ägyptischen Christen zu verfolgen.

## Behandlung koptischer Frauen
Koptische Frauen und junge Mädchen werden besonders oft entführt und gezwungen, zum Islam zu konvertieren sowie moslemische Männer zu heiraten. Im April 2010 drückten 17 Mitglieder des US-Kongresses ihre Besorgnis über die Situation der koptischen Frauen aus, da sie Opfer «der körperlichen und sexuellen Gewalt, der Gefangenschaft, der Ausbeutung durch erzwungene Sklaverei oder des kommerziellen Sex» seien.
Diese Besorgnisse werden jedoch in einem Bericht des US-Außenministeriums vom 17. November 2010 angefochten. Dem Bericht zufolge fanden es die Menschenrechtsorganisationen in Ägypten schwierig, die Behauptungen zu überprüfen, zumal sie selten in den ägyptischen Medien erwähnt werden.
Dennoch griffen am 7. Mai 2011 Salafisten die St.-Mina-Kirche im Kairoer Stadtteil Imbaba an und setzten sie in Brand. Sie hatten vermutet, dass in der Kirche gegen ihren Willen eine Frau festgehalten wurde, die vom Christentum zum Islam konvertiert war und im Begriff stand, einen Moslem zu heiraten. Im Laufe heftiger Straßenschlachten vor der Kirche wurden zwölf Angehörige der Religionsgemeinschaften – sowohl Moslems als auch koptische Christen – getötet, 230 Menschen wurden verletzt. Auch die in der Nachbarschaft liegende Kirche der Jungfrau Maria wurde angezündet. Am 10. Mai kam es in Kairo zu Demonstrationen mit mehreren hundert Teilnehmern gegen die zunehmende Gewalt und für eine strengere Überwachung der Salafisten.